# Motta’s Recording Studio
Motta’s Recording Studio – pierwsze jamajskie studio nagraniowe, założone w grudniu 1951 roku w Kingston przez Stanleya Mottę; została w nim zrealizowana większość klasycznych nagrań z muzyką mento.
Na miejsce lokalizacji studia Motta wybrał pomieszczenie na zapleczu stolarni przy 93 Hanover Street, nieopodal prowadzonego przez niego sklepu z częściami elektronicznymi. Początkowo całe jego wyposażenie stanowiła prosta konsola nagraniowa wraz z jednym mikrofonem typu "ribbon". W grudniu 1951 roku zarejestrował w nim pierwsze w historii jamajskiego przemysłu muzycznego nagranie - singel Lorda Fly, przy akompaniamencie Orkiestry Dana Williamsa (strona A: "Medley of Jamaican Mento-Calypsos", strona B: "Whai, Whai, Whai"). Jako że nie posiadał maszyny tłoczącej, acetatowe matryce z nagraniami wysyłał do Wielkiej Brytanii, gdzie płyty tłoczyła dla niego wytwórnia Decca Records; z Anglii powracał już gotowy nakład singli na 10-calowych winylach (78 RPM).
Wkrótce prymitywna wycinarka matryc została zastąpiona o wiele bardziej wydajnym magnetofonem szpulowym, co pomogło ugruntować pozycję Motty jako wiodącego producenta muzycznego na wyspie; jego głównym konkurentem był wówczas Ken Khouri. Studio działało do roku 1957, kiedy to Motta zdecydował o jego zamknięciu w związku z malejącą (na rzecz amerykańskiego R&B) popularnością jamajskiego mento-calypso. Z Motta’s Recording Studio pochodzi zdecydowana większość nagrań "złotej ery mento", a konkretnie: ponad 50 singli 10" (78 RPM), kilkanaście singli 7" (45 RPM), pięć płyt długogrających 10" (33⅓ RPM) oraz trzy płyty długogrające 12" (33⅓ RPM). Ostatni zrealizowany tam krążek to longplay Jamajskiej Orkiestry Wojskowej pt. An Afternoon At Hope Gardens.